# 活水中学校・高等学校
活水中学校・高等学校（かっすい ちゅうがっこう・こうとうがっこう, Kwassui Junior High School and Kwassui High School）は、長崎県長崎市宝栄町に所在し、中高一貫教育を提供する私立の女子中学校・高等学校。高等学校においては、約30名が中学校からの内部進学、約100名が入試を経て入学する、併設混合型中高一貫校。
明治初期に開港都市で設立されたミッションスクールの一つで、関西より西の西日本では最古である。
高等学校では、普通科でありながら音楽の専門的な科目を履修する普通科音楽コースと、英語の授業を中心としたカリキュラムの英語科が設置されている。英語科は長崎県私立学校審議会により2026年（令和8年）3月に廃止予定。

## 概要
歴史
1879年（明治12年）、アメリカメソジスト監督教会婦人外国伝道協会の宣教師エリザベス・ラッセルによって創立された女学校を前身とする。1887年（明治20年）に初等科・中等科・高等科・神学科・音楽科・技芸部を置き、初等教育・中等教育・高等教育の総合教育機関となっている。1951年（昭和26年）、中学・高校は現校地の宝栄町に移転。1979年（昭和54年）、高校に普通科音楽コースを設置。2003年（平成15年）、高校に英語科を設置。系列の活水女子大学へは例年3割ほどが進学している。教育理念・方針にはキリスト教プロテスタントの精神が反映されている。2009年（平成21年）に創立130周年を迎えた。
校名の由来
| 「                                     | わたしが与える水を飲む者は決して渇かない。わたしが与える水はその人の内で泉となり、永遠の命に至る水がわき出る | 」 |
| —聖書（ヨハネによる福音書4章14節より） | |    |

スクール・モットー
「知恵と生命との泉 - 主イエス・キリスト - に掬（むす）べよ」
理念
「隣人を思いやる愛を持った女性・個性豊かな女性・品位と知性あふれる女性」
校章
キリスト教の十字架の中央に、校名である「活」の文字を置いている。
校歌
作詞は相沢照子、作曲はオリーブ・カリーによる。歌詞は4番まである。
設置形態
- 活水中学校
- 活水高等学校 - 全日制課程 2学科
  - 英語科
  - 普通科 3コース - 特別進学コース・総合進学コース・音楽コース

## 沿革
女学校・高等女学校時代
- 1879年（明治12年）
  - 11月22日 - エリザベス・ラッセル宣教師が渡来。
  - 12月1日 - エリザベス・ラッセルが東山手16番館に「女学校」を設立し、開校（当初の正式な校名は不明）。創立当初の生徒は官梅能子1名だけであった。
- 1880年（明治13年）
  - 4月 - 南山手のリンガー館（現在 グラバー園の旧オルト住宅）に移転。
  - 7月 - 生徒数が9名となる。
- 1881年（明治14年）8月 - ヨハネによる福音書第4章14節[2]に因み、校名を「活水女学校」と定める。
- 1882年（明治15年）10月 - 東山手13番地に新校舎「ラッセル館」が完成し、移転。生徒数が43名になる。
- 1887年（明治20年）4月 - 初等科・中等科・高等科・撰修科・神学科・音楽科・技芸部を設置。
- 1911年（明治44年）
  - 4月1日
    - 中等科と高等科を統合し、大学部を設置。それとは別に専門部を設置（活水女子短期大学・活水女子大学の前身）。
    - 初等科を小学部と高等女学部に改組。
- 1918年（大正7年）7月 - 校章を制定。
- 1919年（大正8年）3月 - 活水女学財団法人の設立が認可される。大学部を専門学校令により活水女子専門学校に改組。
- 1923年（大正12年）12月 - 初代校歌を制定。
- 1926年（大正15年）10月 - 鉄筋コンクリート造4階建ての新校舎が完成。
- 1942年（昭和17年）4月 - 二代目校歌を制定。初代校歌は創立記念日の歌とする。
- 1944年（昭和19年）2月 - 女学校高等女学部を「活水高等女学校」に改組。

新制中学校・高等学校
- 1947年（昭和22年）4月1日 - 学制改革（六・三制の実施）により、新制中学校を併設し、「活水中学校」と命名。
- 1948年（昭和23年）4月1日 - 学制改革（六・三・三制の実施）により、高等女学校を廃止し、新制高等学校「活水高等学校」が発足。
- 1950年（昭和25年）4月1日 - 学制改革により、活水女子専門学校が活水女子短期大学となる。
- 1951年（昭和26年）
  - 4月1日 - 私立学校法の施行により、活水女学財団法人が学校法人活水学院（現法人名）となる。
  - 9月 - 竹の久保町（現：宝栄町）の旧鎮西学院校舎を改修し、使用を開始。短期大学との併設を解消。
- 1979年（昭和54年）
  - 4月1日 - 高等学校に「普通科音楽コース」を設置。
  - 12月  - 長崎市民会館において活水学院創立100周年記念式典を挙行。
- 1981年（昭和56年）5月15日 - 新校舎（4号館）が完成（この年四年制大学活水女子大学が開学）。
- 1984年（昭和59年）
  - 4月5日 - 寄宿舎が完成。
  - 7月 - 第1回中学サマーキャンプを実施。
- 1987年（昭和62年）4月 - LL教室を一新。
- 1991年（平成3年）9月 - 4号館を増築。
- 2003年（平成15年）4月1日 -　高等学校に「英語科」と「普通科国公立進学コース」を新設。

## 著名な出身者

### 存命人物
- 安寿ミラ - 女優
- 入江麻衣子 - 声優・ピアニスト・モデル
- 西岡秀子 -衆議院議員
- 湯屋敦子 - 声優・俳優

### 故人
- 神近市子 - 婦人運動家、衆議院議員
- 志賀暁子 - 元女優
- 中山マサ - 衆議院議員・厚生大臣・日本初の女性大臣（1891～1976）
- 中山あい子 - 作家
- 若山美子 - 登山家

## 被爆校舎

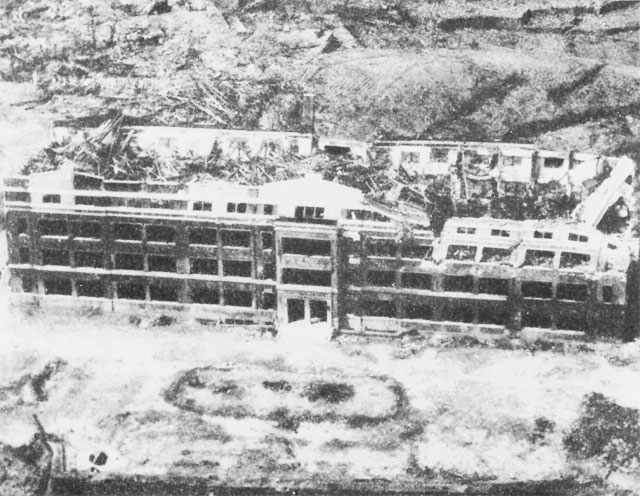
原爆で損壊した鎮西学院校舎。戦後、同学院より譲り受け大規模な修繕を行った上で、活水学院中学・高校1号館となった。

現在の校地には太平洋戦争中までは鎮西学院が所在していた。2011年まで使用された本校1号館は、当時原爆投下の被害を受けた後に修復されたものである。同館は1998年に長崎市からBランクの「被爆建造物」に指定されたが、学校側は老朽化と耐震性などを理由として早ければ2011年に取り壊す予定であることが2009年7月に報じられた。
保存を求める声も上がっていたが、長崎市の田上市長は「学校は『できるだけ痕跡が残るような形を検討する』と前向きに考えてくれている」と取り壊しを容認する見解を示した。
上記報道通り2011年に取り壊されることとなり、同年2月に当校舎での最後の卒業式が行われ、7月より取り壊しが開始された。解体工事中の同年9月、敷地内の地下から戦争中の防空壕の遺構が発見された。校舎解体後、跡地はオブジェを配した芝生の広場となり、校舎の外壁の一部が保存されている。解体中に発見された防空壕跡は、安全と費用の両面からの判断で埋め戻されたが、今後その存在を示す予定としている。

## 交通アクセス
- 長崎電気軌道大学病院停留場より徒歩10分
- 長崎自動車（長崎バス）活水下バス停より徒歩1分